# Беляев, Виктор Петрович
Виктор Петрович Беляев — советский хозяйственный, государственный и политический деятель.

## Биография
Родился в Вязьме в 1908 году. Член ВКП(б) с 1930 года.
С 1930 года — на хозяйственной, общественной и политической работе. В 1930—1954 гг. — в Шахтинской геолого-разведочной партии, начальник участка, главный инженер, управляющий шахтой «Красненькая», заместитель управляющего трестом «Азчеруголь», управляющий трестом «Ростовуголь», начальник Ростовского областного управления топливной промышленности, заместитель народного комиссара — министра местной топливной промышленности РСФСР, министр местной топливной промышленности РСФСР, заместитель министра местной и топливной промышленности РСФСР.
Избирался депутатом Верховного Совета РСФСР 3-го созыва.
Умер в Москве в 1996 году.